# Duncan Watts
Duncan J. Watts (* 20. Februar 1971 in Guelph) ist Professor an der University of Pennsylvania, wo er das Computational Social Science Lab leitet. Sein Interesse gilt dem Kleine-Welt-Phänomen.
Bis 2019 war leitender Forscher bei Microsoft Research in New York City und leitete davor die Gruppe "Human Social Dynamics" bei Yahoo Research (2007–2012). Zuvor war er in den Jahren 2000 bis 2007 Professor für Soziologie an der Columbia University und dort Leiter der Collective Dynamics Group. Er ist außerdem externes Fakultätsmitglied des Santa Fe Institute und Autor des Buches Six Degrees: The Science of a Connected Age.

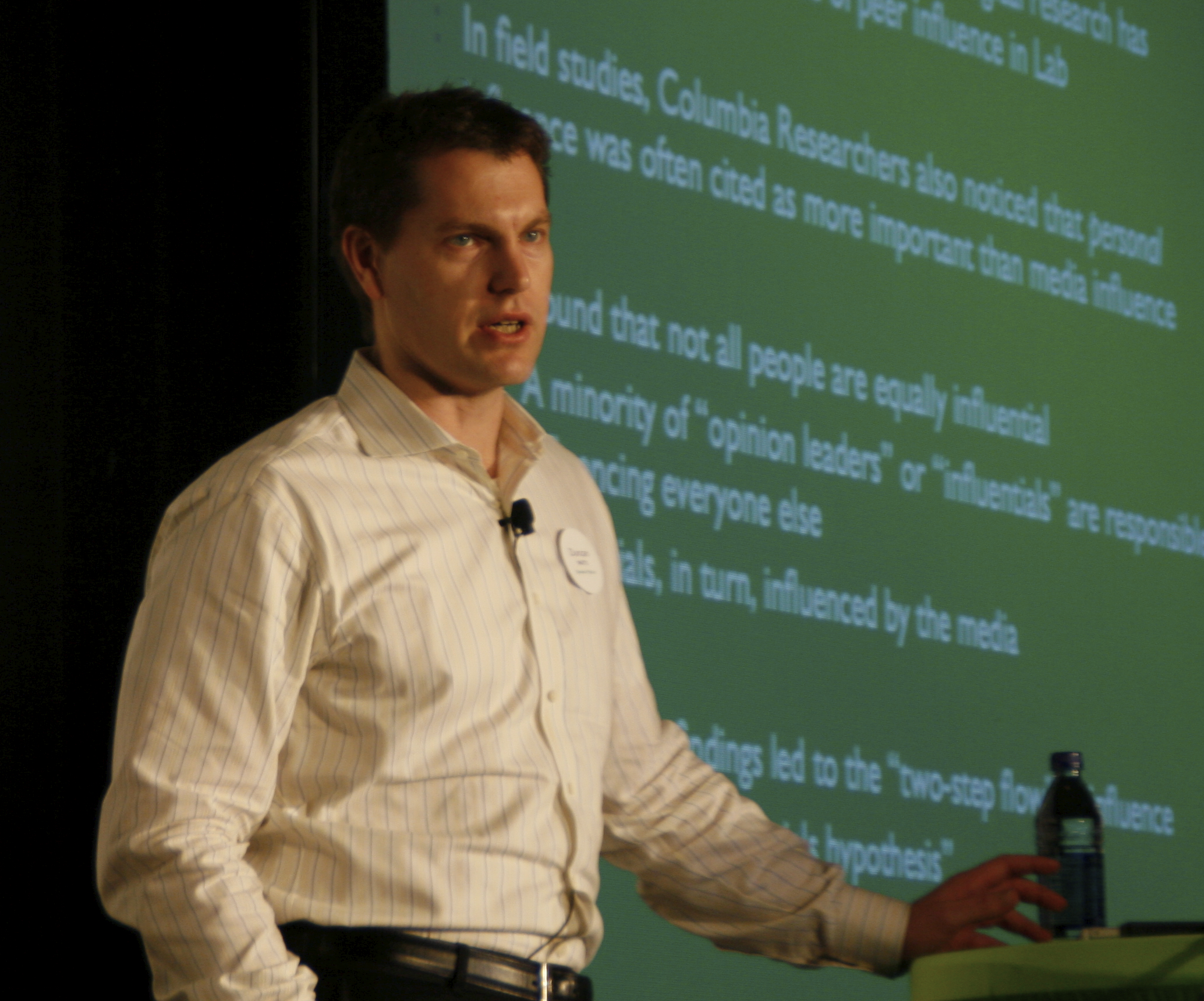
Duncan J. Watts

Er studierte an der University of New South Wales in Australien, bevor er in theoretischer und angewandter Mechanik an der Cornell University promoviert wurde. Zusammen mit Steven Strogatz stellte er 1998 im Rahmen der Erforschung komplexer Systeme eine mathematische Formalisierung des Kleine-Welt-Phänomens vor, die in den folgenden zehn Jahren mit 2700 Zitationen zu den meistzitierten Veröffentlichungen in der Physik zählte. Seine Arbeit konzentrierte sich im Anschluss auf die Wiederholung von Stanley Milgrams Experimenten zur Untersuchung des Kleine-Welt-Phänomens anhand von E-Mail-Nachrichten.
2023 wurde Watts zum Mitglied der National Academy of Sciences gewählt.

## Schriften
- Everything is Obvious. How common sense fails, 2011, Atlantic Books London, ISBN 978-1-84887-2141
- Small Worlds. The Dynamics of Networks Between Order and Randomness (Princeton Studies in Complexity), 2004, Princeton University Press, ISBN 0-69111-704-7
- Six Degrees. The Science of a Connected Age, 2003, ISBN 0-39304-142-5
- (mit Steven Strogatz): Collective dynamics of 'small-world' networks., 1998, Nature #393, S. 440–42 PDF-Version (engl.)